# Albert Ireton
Albert Ireton (ur. 15 maja 1879 w Baldock, zm. 4 stycznia 1947 w Stevenage) – brytyjski przeciągacz liny i bokser, złoty medalista igrzysk olimpijskich.
Ireton wystąpił na igrzyskach olimpijskich 1908. W zawodach odbywających się w Londynie reprezentował Wielką Brytanię w boksie i przeciąganiu liny. W pierwszej z dyscyplin rywalizował w wadze ciężkiej. Odpadł w ćwierćfinale będącym zarazem pierwszą fazą rywalizacji po przegranej walce ze swoim rodakiem Sidneyem Evansem. W drugiej z dyscyplin był członkiem zespołu London City Police jako najlżejszy zawodnik. W półfinale policjanci z City of London pokonali inny brytyjski zespół, K Division Metropolitan Police, a w finale zwyciężyli z drużyną Liverpool Police.